# EL/M-2238
EL/M-2238 STAR — многоцелевой радар обзора воздушного пространства и поверхности, разработанная IAI Elta для кораблей классов корвет и фрегат. Аббревиатура STAR означает Surveillance & Threat Alert Radar (радар наблюдения и предупреждения об угрозах).

## Дизайн и описание
Это трёхкоординатный многолучевой многорежимный полностью когерентный импульсный доплеровский радар диапазона S (2–4 ГГц). Применяется для одновременного обзора воздушного пространства и поверхности. Предназначен для поддержки универсальных артиллерийских систем. Антенны представляет собой плоский массив для трёхкоординатного многолучевого обзора и массив вертикальных излучателей. Имеет программируемый процессор обработки сигналов, стабилизирован в 20-градусном диапазоне углов крена и тангажа. Поставляется в трех вариантах — большая двусторонняя антенна, средняя антенна и небольшая односторонняя антенна.

## Операторы
Радар устанавливается на кораблях следующих флотов:
  ВМС Индии
- Эсминцы типа «Раджпут» — заменил радар МР-310U "Ангара" для обеспечения целеуказания ЗРК «Барак». Установлен топе фок-мачты.
- Фрегаты типа «Годавари»
- Фрегаты типа «Шивалик»

 ВМС Сингапура

- Десантный корабль-док типа «Эндуранс»

 ВМС Венесуэлы
- Фрегаты типа «Марискал Сукре» — установлены в ходе модернизации первых двух кораблей Марискал Сукре (F-21) и Альмиранте Брионе (F-22). Расположен на поворотной мачте.